# 塔魯卡尼山
13°52′46″S 70°45′12″W / 13.87944°S 70.75333°W

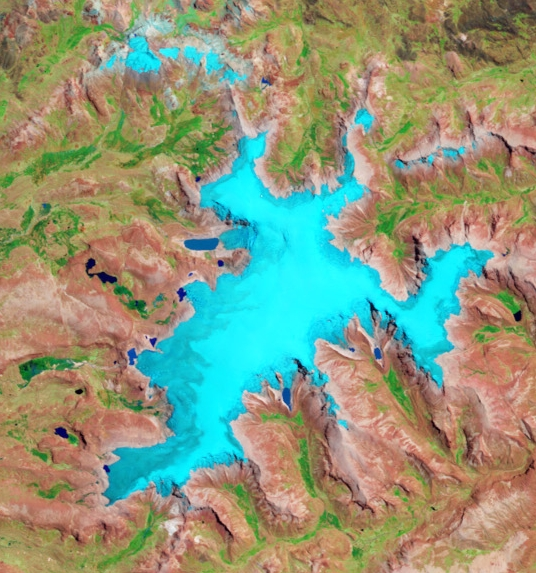

塔魯卡尼山（Tarucani），是秘魯的山峰，位於該國東南部普諾大區，由卡拉瓦亞省的科拉尼區負責管轄，屬於韋爾卡努塔山脈的一部分，海拔高度約5,000米。